# Stanisław Swatowski
Stanisław Swatowski (* 25. März 1934 in Michałów; † 18. Februar 2008 in Warschau) war ein polnischer Sprinter, der sich auf den 400-Meter-Lauf spezialisiert hatte.
Bei den Europameisterschaften schied er 1954 in Bern im Vorlauf der 4-mal-400-Meter-Staffel aus. 1958 in Stockholm wurde er jeweils Sechster über 400 Meter und in der 4-mal-400-Meter-Staffel.
1960 erreichte er bei den Olympischen Spielen in Rom über 400 Meter das Viertelfinale und in der 4-mal-400-Meter-Staffel das Halbfinale. Bei den Europameisterschaften 1962 in Belgrad scheiterte er im Vorlauf der 4-mal-400-Meter-Staffel.
Bei den Olympischen Spielen 1964 in Tokio wurde er Sechster in der 4-mal-400-Meter-Staffel und schied über 400 Meter in der ersten Runde aus.
Von 1955 bis 1957 wurde er dreimal in Folge Polnischer Meister. Seine persönliche Bestzeit von 46,7 s stellte er am 5. September 1964 in Łódź auf.